# Only One (álbum de BoA)
Only One es el séptimo álbum de estudio coreano (el decimoquinto en general) de la cantante surcoreana BoA. Fue lanzado el 22 de julio de 2012 por SM Entertainment. BoA compuso la canción principal del álbum, siendo la primera vez en sus doce años de carrera. 

## Antecedentes y Lanzamiento
El 16 de julio de 2012, SM Entertainment anunció que BoA regresaría a la industria musical con su séptimo álbum de estudio coreano titulado Only One, dos años después de haber lanzado Hurricane Venus. Para la coreografía de la canción principal "Only One" contó con la ayuda de Nappytabs quienes también contribuyeron en la coreografía en su película de baile Make Your Move. SM Entertainment anunció también que BoA empezaría la promoción de su álbum a través de su propio programa llamado BoA 4354. Los números representan los días que BoA ha estado en la industria musical. 
El álbum tiene dos ediciones: Regular y Limitada. Junto con el álbum también se incluye un álbum de fotos y/o un póster. 

## Lista de canciones
| N.º   | Título                                          | Música                         | Escritor(es)                                                | Duración |  |
| 1.    | «Only One»                                      | BoA                            | BoA                                                         | 3:37     |  |
| 2.    | «The Shadow»                                    | Kenzie                         | BoA                                                         | 3:20     |  |
| 3.    | «네모난 바퀴 (Hope)»                            | Nervo                          | Hongzhi Yu, Kim Tae Sung, T-SK, Miriam Nervo y Olivia Nervo | 4:35     |  |
| 4.    | «Not Over U»                                    | Nervo                          | Hongzhi Yu, Kim Tae Sung, T-SK, Miriam Nervo y Olivia Nervo | 3:43     |  |
| 5.    | «The Top»                                       | Stuart Crichton                | Miss Pitt, Karen Ann Poole, Stuart Crichton                 | 2:37     |  |
| 6.    | «Mayday! Mayday! (너에게 닿기를 간절히 외치다)» | Alex Geringas, Tommy Lee James | herOism, Alex Geringas, Tommy Lee James                     | 3:39     |  |
| 7.    | «One Dream» (Ft. Henry Lau y Key de SHINee)     | Toby Gad                       | Palo Alto, Toby Gad, Marty James, Lyrica Anderson           | 2:28     |  |
| 8.    | «Only One"» (Instrumental)                      |                                |                                                             | 3:37     |  |
| 9.    | «The Shadow» (Instrumental)                     |                                |                                                             | 3:20     |  |
| 30:56 |                                                 |                                |                                                             |          |  |

## Posicionamiento en listas y ventas
La canción principal "Only One" fue lanzada digitalmente el 22 de julio de 2012 y recibió un "All Kill" en todas las listas musicales en línea a horas de su lanzamiento. "Only One" demostró ser consistente en ventas al mantenerse dentro del top 4 de la lista digital Instiz Ichart por 5 semanas, el periodo más largo para una canción producida por SM Entertainment. Además, ingresó en el puesto 12 a la lista K-pop Billboard Hot 100 y logró subir hasta el puesto 2 en cuatro semanas. Se mantuvo en la cima de Gaon durante semanas y obtuvo alrededor de 2 millones de descargas hasta octubre de ese año.
El álbum físico se lanzó el 25 de julio de 2012 y vendió alrededor de 28 000 copias en sus primeros seis días de lanzamiento. Hasta agosto de 2012, el álbum había vendido más de 34 000 copias en total. El álbum recibió más de 934 059 descargas digitales según Gaon Chart, convirtiéndolo en su álbum coreano mejor vendido con la combinación de ventas físicas y digitales. 

### Álbum
| Lista              | Posición |
| ------------------ | -------- |
| Gaon Weekly Chart  | 2        |
| Gaon Monthly Chart | 6        |

### Sencillos
| Canción      | Posiciones | Posiciones |
| Canción      | KOR        | KOR        |
| Canción      | Gaon       | Hot 100    |
| ------------ | ---------- | ---------- |
| "One Dream"  | 34         | 51         |
| "Only One"   | 2          | 2          |
| "The Shadow" | 42         | 67         |

#### Otros sencillos
| Canción           | Posiciones | Posiciones |
| Canción           | KOR        | KOR        |
| Canción           | Gaon       | Hot 100    |
| ----------------- | ---------- | ---------- |
| "Mayday! Mayday!" | 47         | 64         |
| "Hope"            | 55         | 82         |
| "Not Over U"      | 60         | 99         |
| "The Top"         | 62         | -          |